# クリムゾン (センテンストのアルバム)
『クリムゾン』（Crimson）は、フィンランドのヘヴィメタル・バンド、センテンストが2000年に発表した6作目のスタジオ・アルバム。

## 解説
ダーク・トランキュリティのギタリスト、ニクラス・スンディンがアートワークを手掛けた。
1999年にリリースされた先行シングル「キリング・ミー・キリング・ユー」は、フィンランドのシングル・チャートにおいて8週連続でトップ20入りし、2000年第2週には最高5位を記録している。そして、本作はフィンランドのアルバム・チャートで初登場1位となり、自身初の1位獲得を果たした。
Antti J. Ravelinはオールミュージックにおいて5点満点中2.5点を付け「残念ながら、『クリムゾン』は『フローズン』の方向性を更に推し進め、サウンドはよりシンプルに、楽曲はより陰鬱になり、センテンストが『DOWN』、更には『AMOK』の路線に回帰する見込みはなくなった」「第1弾シングル"Killing Me Killing You"はとても良い曲だが、センテンストがポップ・ミュージックに魂を売ったと非難される結果をもたらした」と評している。

## 収録曲
特記なき楽曲は作詞：サミ・ロパッカ、作曲：ミーカ・テンクラ&センテンスト。
1. ブリード・イン・マイ・アームス - Bleed in My Arms – 5:09
  - 作詞：ヴィレ・レイヒアラ／作曲：ヴィレ・レイヒアラ&センテンスト
2. ホーム・イン・ディスペア - Home in Despair – 3:48
3. フラジャイル - Fragile – 5:56
4. ノー・モア・ビーティング・アズ・ワン - No More Beating as One – 4:15
  - 作詞：ヴィレ・レイヒアラ／作曲：ヴィレ・レイヒアラ&センテンスト
5. ブロークン - Broken – 4:30
6. キリング・ミー・キリング・ユー - Killing Me Killing You – 5:26
7. デッド・ムーン・ライジング - Dead Moon Rising – 4:55
  - 作詞：サミ・ロパッカ／作曲：サミ・ロパッカ&センテンスト
8. リヴァー - The River – 4:50
9. ワン・モア・デイ - One More Day – 5:12
10. ウィズ・ビターネス・アンド・ジョイ - With Bitterness and Joy – 4:43
11. マイ・スローイング・ハート - My Slowing Heart – 5:59

### 日本盤ボーナス・トラック
1. キリング・ミー・キリング・ユー - Killing Me Killing You (special single edit) – 4:12

## 参加ミュージシャン
- ヴィレ・レイヒアラ - ボーカル
- ミーカ・テンクラ - ギター
- サミ・ロパッカ - ギター
- サミ・クッコーヴィ - ベース
- ヴェサ・ランタ - ドラムス